# Rechnungshof (Italien)

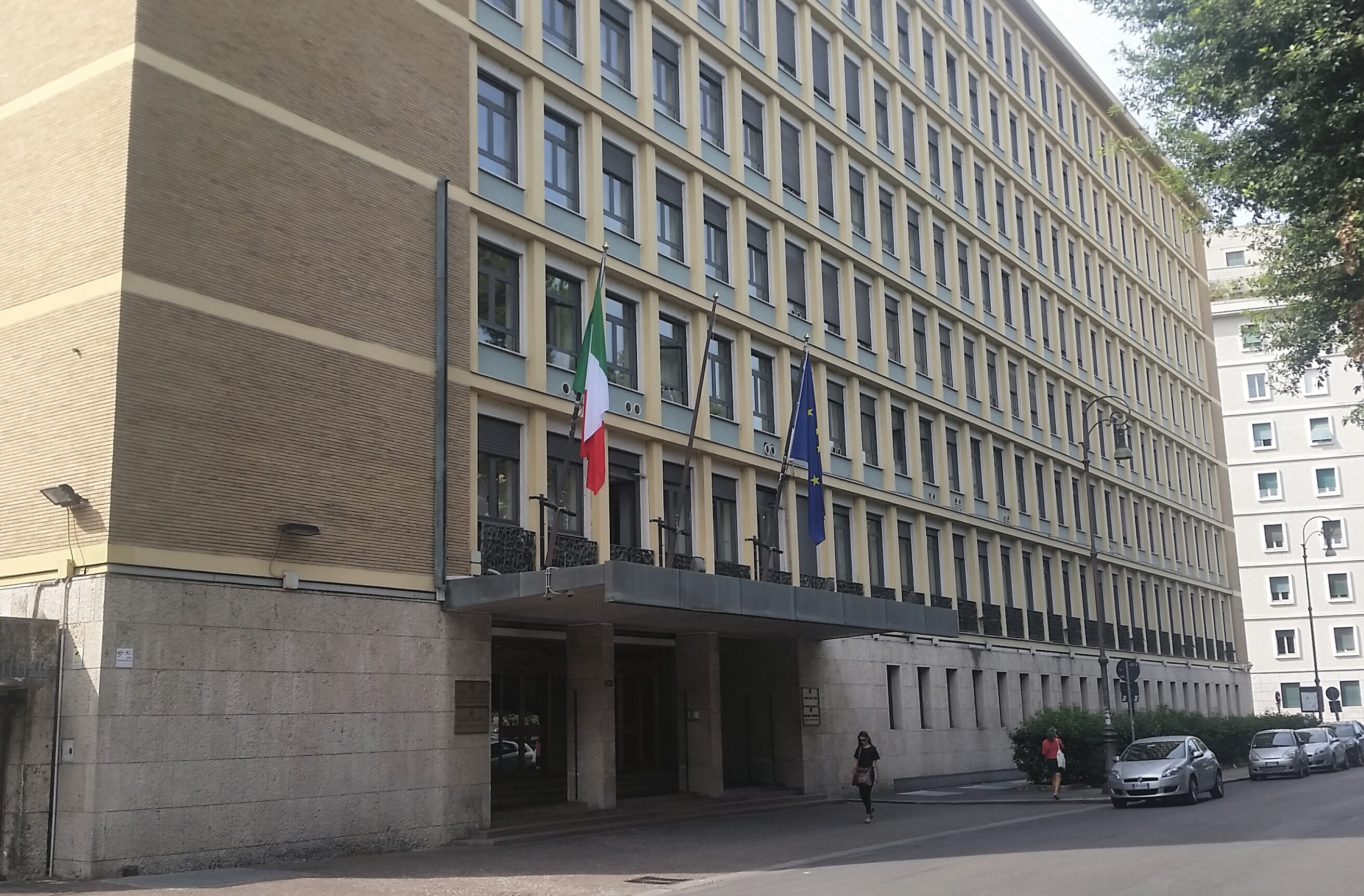
Corte dei conti – Hauptsitz in Rom

Die Corte dei conti ist der italienische Rechnungshof.

## Aufgaben und Organisation
Es handelt sich um ein unabhängiges Verfassungsorgan, das für die Überprüfung der Haushalts- und Wirtschaftsführung des Staates, der Regionen und der nachgeordneten Gebietskörperschaften zuständig ist. Neben dem Hauptsitz in Rom gibt es daher auch regionale Außenstellen, wobei im Bereich der Autonomen Regionen und Provinzen Sonderregelungen gelten. Darüber hinaus übernimmt der Rechnungshof Aufgaben, die in anderen Staaten der Verwaltungs- oder der Sozialgerichtsbarkeit zugeordnet sind. Aus diesem Grund bestehen am Rechnungshof und an seinen Außenstellen Kontroll- und Rechtsprechungssektionen mit entsprechenden Richtern und Staatsanwälten (Prokuratoren). Der Rechnungshof ist auch beratend tätig. Seine Aufgaben sind vor allem in den Artikeln 100 und 103 der italienischen Verfassung festgelegt. An der Spitze des Rechnungshofes steht ein Präsident, der dem Selbstverwaltungsorgan Consiglio di presidenza della Corte dei conti vorsitzt.

## Geschichte
Der Rechnungshof wurde 1862, kurz nach der Einigung Italiens, als nationalstaatliche Organisation in Turin gegründet. Sein direkter Vorläufer war die 1351 von Amadeus VI. von Savoyen errichtete Rechnungskammer (Camera dei conti), die 1859 in Corte dei conti umbenannt wurde. Vergleichbare Organisationen gab es auch in anderen italienischen Staaten, so im Königreich Neapel die 1444 gegründete Regia Camera della Sommaria.